# Oberhaid (Bavière)
Pour l’article homonyme, voir Oberhaid (Rhénanie-Palatinat).
Oberhaid est une commune de Bavière (Allemagne), située dans l'arrondissement de Bamberg, dans le district de Haute-Franconie.